# آج‌زنی

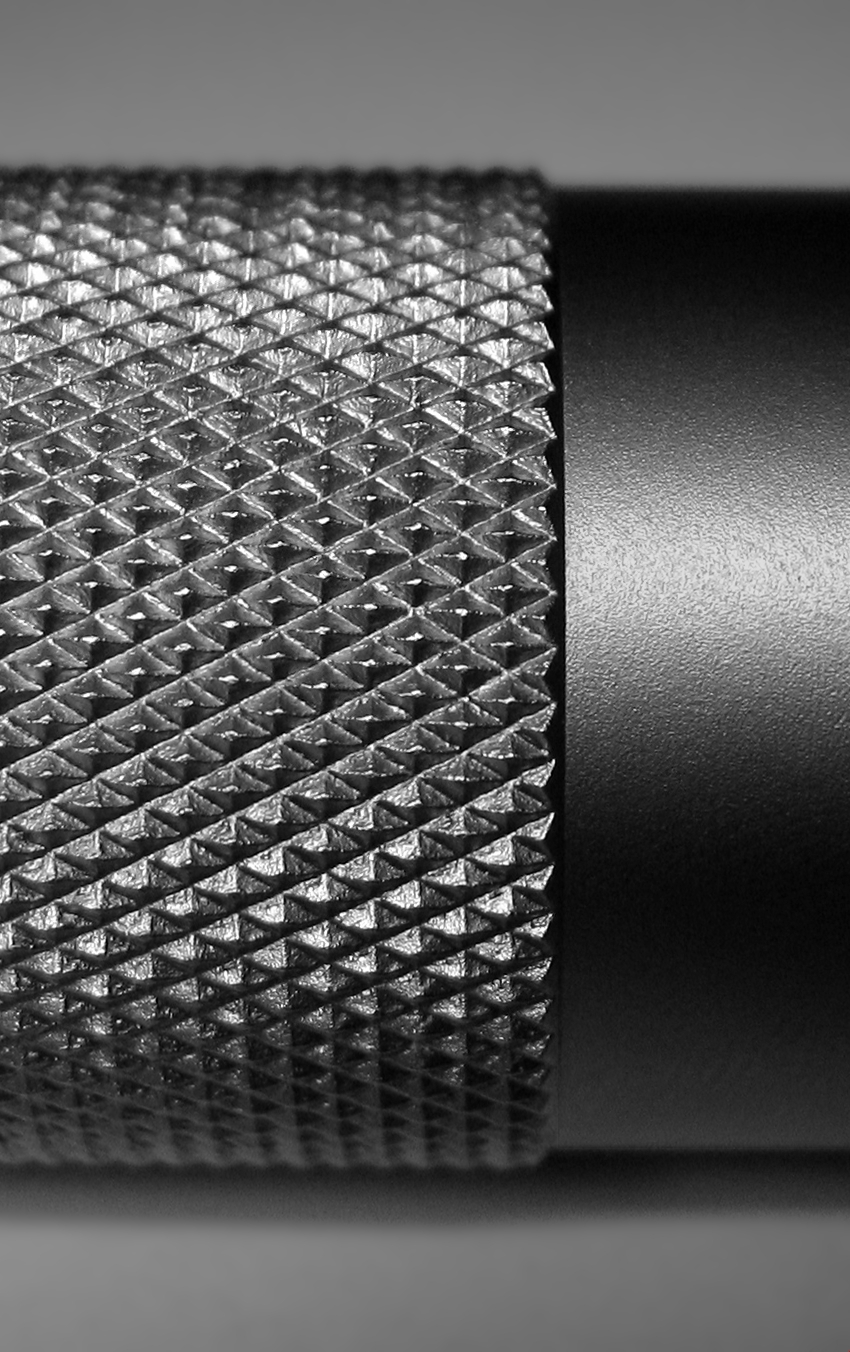
نمای نزدیک از یک قطعه کار استوانه‌ای که آج‌زنی با الگوی الماسی روی آن انجام شده‌است. نوع آج‌زنی: چپ و راست با نوک‌های برجسته، زاویه مارپیچ: ۳۰ درجه، فاصله نقاط متناظر: ۱ میلی‌متر، زاویه نیم‌رخ: ۹۰ درجه.

آج‌زنی (به انگلیسی: Knurling) فرایند ایجاد برآمدگی‌ها یا تیزی‌های کوچک روی سطح معمولاً فلزی برای ایجاد گیرش مناسب در این سطح‌ها است.
ایجاد آج معمولاً بر روی دسته‌ها و ابزارهای گِرد انجام می‌شود تا بتوان آن‌ها را بهتر با دست گرفت و نگه داشت.
سطوح آج‌دار دارای لبه‌های تیز به‌صورت پشته‌های پیاپی است که الگوی همانندی به شکل الماس دارند.
آج‌زنی با قرقره‌های کوچک و سخت با سطح دندانه‌دار انجام می‌شود که این غلتک‌ها روی میله‌ای نصب می‌شوند و آن‌ها را به سطح قطعه کار استوانه‌ای می‌فشارند تا یک رشته پستی و بلندی روی آن ایجاد شود و گیرش آن بهبود یابد.

## کاربردها
این کار برای ایجاد فرورفتگی و برآمدگی در قطعه کار می‌شود تا به انگشتان و دست این اجازه را بدهد که محکم‌تر به قطعه چسبیده و مانند سطح صیقلی فلز، نلغزد. این خطوط به صورت مارپیچ
به دور قطعه کار ایجاد می‌شود.

برای مثال برای افزایش اصطکاک بین انگشتان و در بطری‌های پلاستیکی برای راحت‌تر باز شدن درب آن، عملیات آج‌زنی صورت می‌گیرد. در گذشته نیز از آج‌زنی به عنوان روشی برای تعمیر استفاده می‌شد. برای سطوحی که دچار برآمدگی و اعوجاج در اثر چرخش شده‌اند، آج‌زنی جهت تعمیر وسیله روش کاربردی‌ای است. این روش تعمیر در گذشته بیشتر مورد توجه بود. چراکه نیروی کار ارزان و ابزار گران بود. برای مثال برای تعمیر زیر پیستونها مورد استفاده قرار می‌گرفت ولی امروزه با ارزان‌تر شدن ابزار و بهتر شدن عملکرد موتورها و وسایل، کمتر مورد استفاده قرار می‌گیرد.

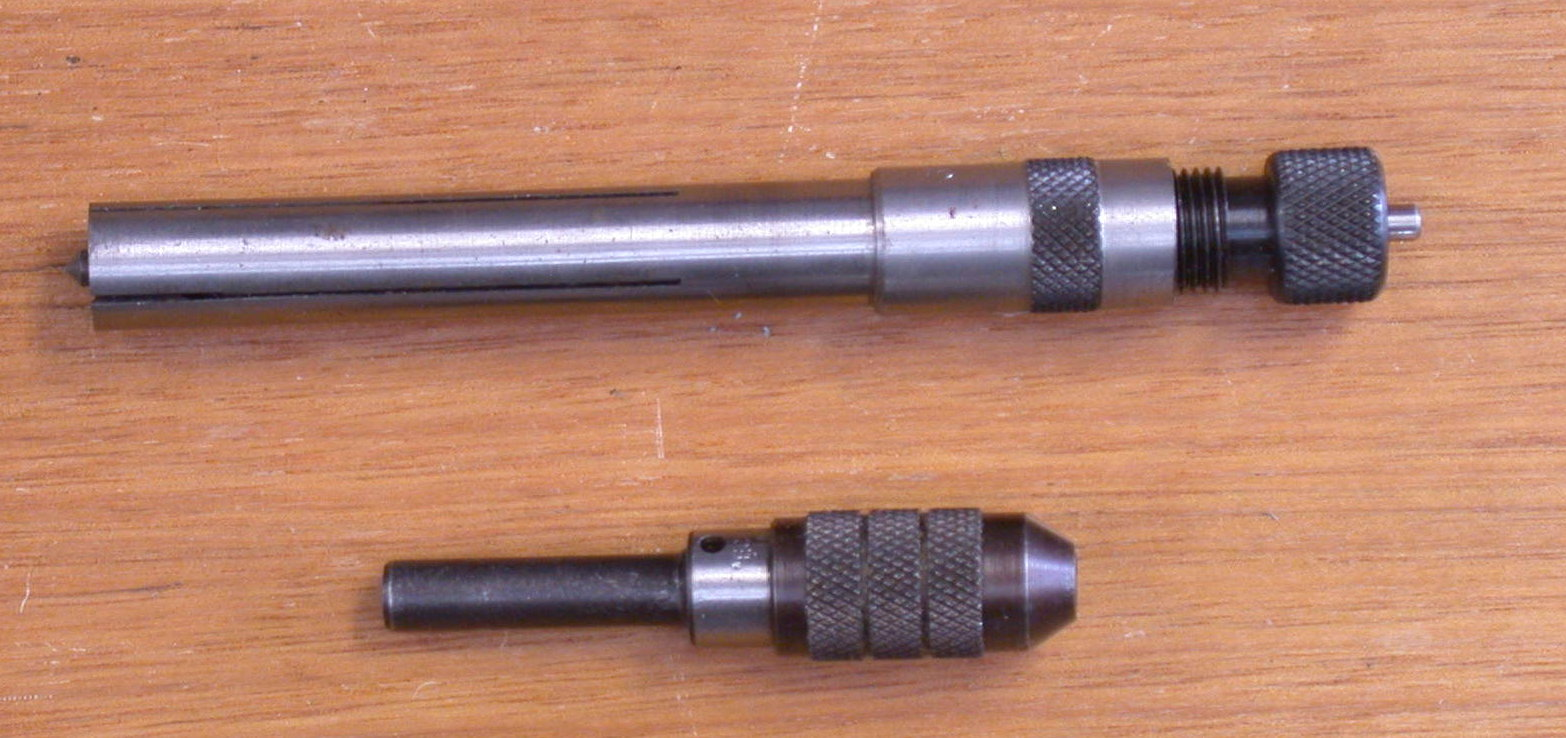
دو نمونه از ابزار دستی آج زده.

از آج‌زنی برای مونتاژ کردن وسایلی که با دقت پایین ساخته می‌شوند نیز استفاده می‌شود. مانند مونتاژ کردن یک پین فلزی در قالب پلاستیکی که در این حالت، نوک تیز آج پین به دیواره قالب پلاستیکی که به خوبی با پین فلزی در حالت عادی محکم نمی‌شود گیر کرده و باعث جا خوردن آن می‌شود.
دستهٔ ابزار، مدادهای مکانیکی، دستگیره‌های اسلحه، میله‌های هالتر، سطح گیره فرمان موتورسیکلت و دستگیره‌های کنترلی روی تجهیزات الکترونیکی اغلب آج‌زنی شده‌اند. همچنین در برخی موارد دیگر مانند دستگیره‌های دارت، پایه‌های موتور کراس و بسیاری از ابزارآلات جراحی استفاده می‌شود. چراکه برای تشخیص و تمیزکاری نسبت به سطح فلزی که نرم است از برتری برخوردار است.

## نحوه ساخت

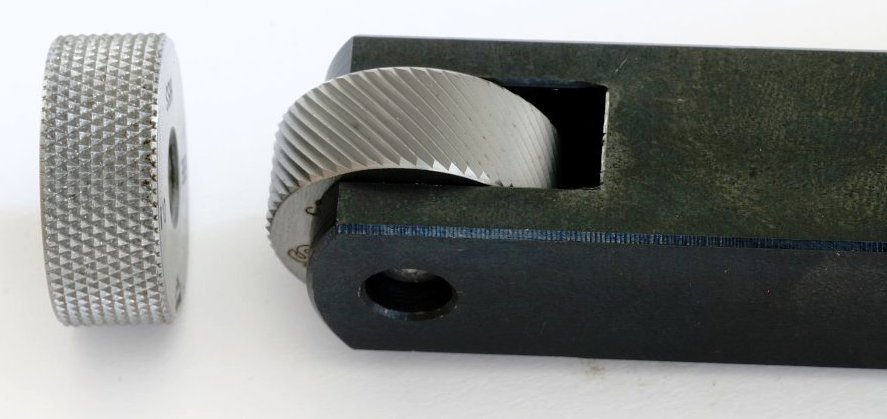
قرقرهٔ یک سویهٔ آج‌زنی

برای آج زدن معمولاً از روش رد انداختن و نورد استفاده می‌شود و کمتر از روش براده برداری (برش) استفاده می‌شود. برای روش اول، از دو قرقره بسیار سخت با الگوی آج مخالف هم استفاده می‌شود تا رد کامل آج به روی قطعه کار بیفتد. برای آج‌زنی مستقیم (و نه متقاطع) می‌توان از یک قرقره استفاده کرد که در این حالت باید قطعه به خوبی نگه‌داشته شود تا دچار تغییر شکل و اعوجاج نشود. برای آج‌زنی متقاطع می‌توان به هر یک از روش‌های زیر عمل کرد:
- · یک قرقره که عکس الگوی مورد نظری را که در قطعه مطلوب است را داشته باشد (برای ایجاد نری یا مادگی روی قطعه).
- · یک قرقره صاف چپ‌گرد و به دنبال آن یک قرقره راست‌گرد (یا برعکس) مورد استفاده قرار گیرد.
- · یک یا چند قرقره چپ‌گرد که به‌طور همزمان با یک یا چند قرقره راست‌گرد استفاده می‌شود.

ابزاری برای ایجاد آج به صورت دستی نیز وجود دارد که شبیه لوله‌برها هستند ولی به جای تیغه‌های برش، قرقره‌های آج‌زنی وجود دارد. معمولاً این سه قرقره به صورت دو قرقره چپ‌گرد و یک قرقره راست‌گرد (یا برعکس) هستند.
آج زدن به روش برش نیز معمولاً به کمک ابزاری انجام می‌شود که شباهت زیادی به ابزار آج‌زنی نورد دارد. با این تفاوت که آج‌ها لبه‌های تیز و برنده‌ای دارند و به صورت زاویه دار به قطعه کار اعمال می‌شوند تا عملیات برش به صورت‌های زاویه‌دار، الماسی و مستقیم انجام شود.

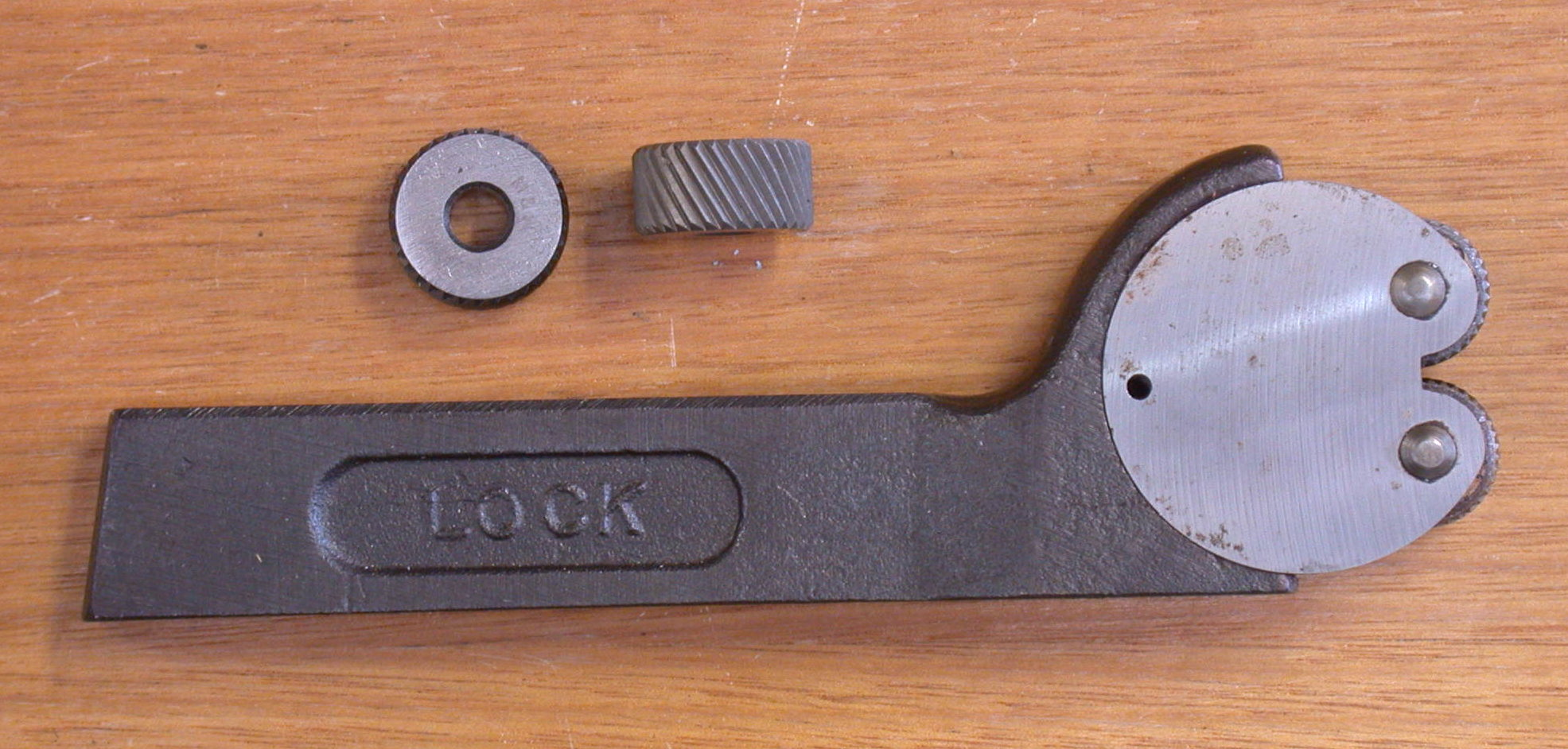
تصویر ابزار آج‌زنی الماسی به همراه دو قرقرهٔ قابل تعویض در بالای آن

توجه شود که ساخت آج‌های درشت در روش آج‌زنی برشی میسر نیست چراکه دستگاه تراش باید سرعت طولی زیادی داشته باشد که غیرممکن است.
چون در آج‌زنی به قطعه کار فشار وارد می‌شود، این فشار باعث افزایش قطر قطعه کارمی‌گردد؛ پس در نتیجه باید در روتراشی قسمت آج‌دار قطر قطعه را کمتر از اندازهٔ داده شده روی نقشه تراشید. این مقدار در حدود نصف گام قرقره‌آج است.

## انواع

### آج حلقوی
اغلب زمانی که قسمت چفت‌شدن پلاستیکی است استفاده می‌شود. حلقه‌ها امکان سفت‌شدن آسان را فراهم می‌کنند اما برآمدگی‌ها جداکردن اجزا را دشوار می‌کند.

### آج خطی
حلقه خطی که برای سفت‌شدن در قطعات پلاستیکی استفاده می‌شود، پیچش بیشتری را بین اجزا ایجاد می‌کند.

### آج الماسی
ترکیبی از آج‌های حلقوی و آج‌های خطی که در آن یک شکل الماس تشکیل می‌شود. برای داشتن چسبندگی بهتر بر روی قطعات استفاده می‌شود و رایج‌ترین نوع مورد استفاده در اشیاء روزمره است.

### آج مستقیم
این آج دارای دندانه‌هایی است که کاملاً به موازات محور قرقره و روی محیط خارجی آن قرار گرفته‌است.

### آج مایل به راست دندانه
دندانه‌های این آج به گونه‌ای بر روی محیط بیرونی قرقره قرار گرفته‌است که به صورت مایل می‌باشد و اگر سطح مقطع آن را موازی با سطح افق قرار دهیم صعود دندانه‌ها به سمت راست متمایل شده‌اند.

### آج مایل به چپ دندانه

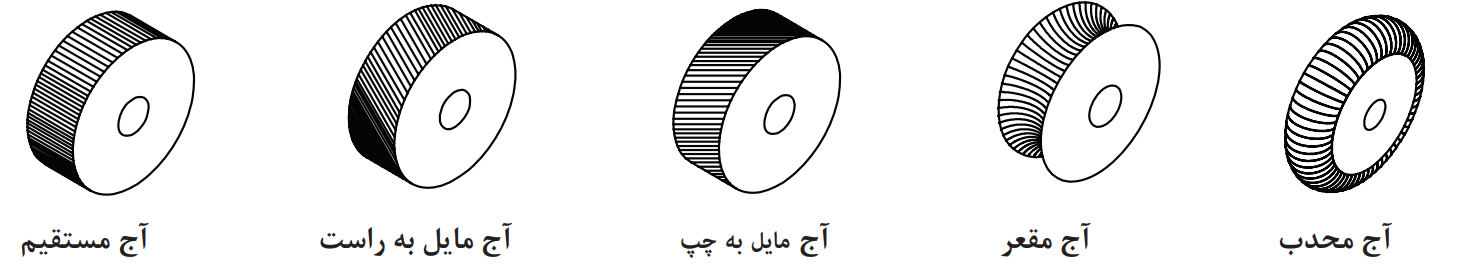
انواع آج‌های مورد استفاده در صنعت

این آج مانند آج مایل راست دندانه می‌باشد ولی جهت صعود آن وقتی موازی با سطح افقی قرار داده شود به سمت چپ متمایل شده‌است.

### آج مقعر
دندانه‌ها به موازات محور می‌باشد ولی سطح بیرونی قرقره به صورت مقعر توخالی بوده که برای قطعات محدب کاربرد دارد.

### آج محدب
دندانه‌ها به موازات محور می‌باشد ولی سطح بیرونی قرقره به صورت محدب برای قطعاتی که سطح آنها گود است به کار می‌رود.